# Joachim Straub
Joachim Wilhelm Alois Straub (* 30. Mai 1907 in Waldshut; † 2. Juli 1995 in Waldshut-Tiengen) war ein deutscher Jurist und Politiker (CDU).

## Leben
Joachim Straub wurde als Sohn eines Landgerichtsdirektors geboren. Nach dem Abitur am Realgymnasium absolvierte er ein Studium der Rechtswissenschaft an den Universitäten in Freiburg und Heidelberg. 1931 gründete er gemeinsam mit seinem Bruder Karl Straub eine Anwaltskanzlei in Waldshut, in der er bis 1939 als Rechtsanwalt praktizierte. Zum 1. Januar 1940 trat er der NSDAP bei. Von 1939 bis 1945 nahm er als Soldat am Zweiten Weltkrieg teil.
Nach dem Kriegsende war Straub zunächst beim Ernährungsamt in Waldshut tätig. Er trat in die CDU ein und wurde am 14. Mai 1945 von der Französischen Militärregierung zum Landrat des Landkreises Waldshut ernannt. Nach seinem Rücktritt schied er am 31. Januar 1947 aus dem Amt. Im Anschluss war er wieder als Rechtsanwalt in Waldshut tätig. Von 1948 bis 1984 war er Kreisrat des Landkreises Waldshut. Bei der Landtagswahl 1960 wurde er über ein Direktmandat des Wahlkreises Waldshut als Abgeordneter in den Landtag von Baden-Württemberg gewählt, dem er bis 1964 angehörte.
Sein Sohn Peter Straub war von 1984 bis 2011 ebenfalls Landtagsabgeordneter in Baden-Württemberg und amtierte von 1996 bis 2011 als Landtagspräsident.
Am  2. Juli 1995 starb Joachim Straub im Alter von 88 Jahren in Waldshut-Tiengen.

## Ehrungen
- 1977: Verdienstkreuz 1. Klasse der Bundesrepublik Deutschland
- 1983: Verdienstmedaille des Landes Baden-Württemberg
- 1984: Medaille des Landkreises Waldshut in Gold